# Villava
Villava (spanska) eller Atarrabia (baskiska), officiellt Villava/Atarrabia, är en kommun i Spanien.   Den ligger i provinsen och regionen Navarra, i den nordöstra delen av landet, 300 km nordost om huvudstaden Madrid. Antalet invånare är 10 496.